# Libyens Davis Cup-lag
Libyens Davis Cup-lag styrs av Libyens tennis- och squashförbund och representerar Libyen i tennisturneringen Davis Cup, tidigare International Lawn Tennis Challenge. Libyen debuterade i sammanhanget 1986.